# Papilio chikae
Espèce
Synonymes
- Achillides chikae Igarashi, 1965[1]

Statut de conservation UICN

EN : En danger
Papilio chikae ou Paon de Luçon est une espèce de lépidoptères (papillons) de la famille des Papilionidae endémique de l'île de Luçon aux Philippines.

## Description
L'envergure est d'environ 11cm. À l'avers les ailes sont noires, saupoudrées d'écailles irisées vert et or. Les ailes antérieures sont prolongées par des queues et portent une large macule irisée dans la partie marginale, qui apparaît bleu-vert ou bleu-violet selon l'angle de vue. Elle tend davantage vers le vert chez la forme printanière et vers le bleu chez la forme estivale. Les ailes antérieures portent aussi des lunules rose bordées de violet dans la partie marginale et une ocelle de même couleur dans l'angle anal. Au revers les ailes sont marron foncé, les ailes antérieures portent une bande crème dans la partie médiane et les ailes postérieure portent des lunules rouge orangée dans la parte marginale.
Il y a peu de différences entre les sexes, la femelle a seulement des queues plus longues et des lunules plus développées.

## Écologie
La plante-hôte et les stades juvéniles n'ont pas été identifiés. La femelle pond probablement ses œufs sur des plantes de la famille des Rutacées. Comme les autres espèces de Papilionides les chenilles se nourrissent des feuilles de la plante-hôte et passent par cinq stades. Elles portent derrière la tête un osmeterium, organe fourchu qui émet une substance malodorante. Arrivée à maturité la chenille se change en chrysalide sur une branche. La chrysalide est maintenue à la verticale par une ceinture de soie.
Les adultes volent toute l'année mais sont moins abondants entre novembre et janvier. Il existe une forme printanière et une forme estivale, la première est plus colorée et la seconde plus grande. Le vol des adultes est assez lent.

## Habitat et répartition
L'espèce vit dans les forêts tropicales humides, généralement à plus de 1500 m d'altitude. L'espèce est endémique de l'île de Luçon aux Philippines, et se trouve essentiellement dans quelques montagnes de la Cordillère centrale au nord-est de l'île. Elle a disparu du mont Santo Thomas, sa localité type, quelques années après sa découverte.

## Systématique
L'espèce Papilio chikae a été décrite en 1965 par le romancier et entomologiste japonais Suguru Igarashi (d) (1924-2008).

### Liste des sous-espèces
Selon BioLib (30 septembre 2021) :
- sous-espèce Papilio chikae chikae Igarashi, 1965
- sous-espèce Papilio chikae hermeli (Nuyda, 1992)

P. chikae hermeli était initialement considérée comme une espèce à part entière, depuis 2004 elle est considérée une sous-espèce de P. chikae.

## Papilio chikaeet l'Homme

### Menaces et conservation
L'espèce est considérée comme en danger par l'UICN, néanmoins elle n'a pas fait l'objet de réévaluation depuis 1985. Bien qu'elle soit inscrite à l'annexe I de la CITES, elle est menacée par les prélèvement excessif pour les collectionneurs (cette espèce peut se vendre à des prix très élevée), elle est aussi menacée par la destruction de son environnement. Papilio chikae a ainsi disparue du mont Santo Thomas, qui était sa localité type, peu de temps après sa découverte.